# Here's to You
Here's to you est une chanson de Joan Baez et Ennio Morricone, parue en 1971 dans la bande originale du film Sacco et Vanzetti (Sacco e Vanzetti) de Giuliano Montaldo.

## Contexte
Cette chanson est un hommage aux deux anarchistes d'origine italienne Nicola Sacco et Bartolomeo Vanzetti qui furent victimes d'un scandale judiciaire survenu dans les années 1920 aux États-Unis et connu sous le nom d'affaire Sacco et Vanzetti.

## Paroles
Les paroles sont de Joan Baez. Elles sont constituées de 4 vers, répétés en boucle durant toute la durée de la chanson :
Here's to you, Nicola and Bart,

Rest forever here in our hearts,

The last and final moment is yours,

That agony is your triumph.

Elles sont inspirées par les mots de Bartolomeo Vanzetti au juge Thayer : 
« Si cette chose n'était pas arrivée, j'aurais passé toute ma vie à parler au coin des rues à des hommes méprisants. J'aurais pu mourir inconnu, ignoré : un raté. Ceci est notre carrière et notre triomphe. Jamais, dans toute notre vie, nous n'aurions pu espérer faire pour la tolérance, pour la justice, pour la compréhension mutuelle des hommes, ce que nous faisons aujourd’hui par hasard. Nos paroles, nos vies, nos souffrances ne sont rien. Mais qu’on nous prenne nos vies, vies d'un bon cordonnier et d'un pauvre vendeur de poissons, c'est cela qui est tout ! Ce dernier moment est le nôtre. Cette agonie est notre triomphe.

(If it had not been for these things, I might have lived out my life talking at street corners to scorning men. I might have died, unmarked, unknown, a failure. Now we are not a failure. This is our career and our triumph. Never in our full life could we hope to do such work for tolerance, for justice, for man's understanding of man as now we do by accident. Our words — our lives — our pains — nothing! The taking of our lives — lives of a good shoemaker and a poor fish-peddler — all! That last moment belongs to us — that agony is our triumph.) »

## Musique
La musique est d'Ennio Morricone, compositeur de nombreuses musiques de films. La structure du morceau est simplement constituée d'une phrase musicale répétée dix fois dans la version la plus classique. Les deux premières fois sans paroles et la dernière fois en decrescendo.
La voix de Joan Baez pour la chanson, ainsi que pour les trois thèmes qui composent La Ballata di Sacco e Vanzetti (toujours sur des paroles de la chanteuse d'après des lettres de Bartolomeo Vanzetti), est enregistrée le 15 août 1970. D'après Morricone, dans le livre de conversation Lontano dai sogni, c'est Montaldo qui a souhaité avoir Joan Baez, et Furio Colombo aurait également participé aux paroles. Morricone est allé retrouver la chanteuse à Saint-Tropez avec sa Citroën. La trouvant à la piscine avec son fils, il lui remet le morceau et elle est venue à Rome pour l'enregistrer. Mais l’unique date possible était le 15 août (jour férié en Italie) et il n’avait pas les membres de l’orchestre. Aussi a-t-il trouvé une base piano-batterie et Joan Baez chanta dessus, sans orchestre ; il l'a superposé après. L’enregistrement fut exécuté à la hâte, parce qu’elle devait partir rapidement. Le compositeur avoue que dans quelques passages, pour qui a l’oreille fine, on peut s’apercevoir du manque de précision ; il a fallu éditer la bande-son du chant au mixage... 
Ennio Morricone recevra un Nastro d'Argento en 1971 pour l'ensemble de sa musique pour Sacco e Vanzetti.

## Culture populaire
Aux États-Unis, cette chanson est devenue un hymne du mouvement pour les droits civiques des années 1970.
En Europe, c'est toute une génération qui danse sur Here’s to You à l'été 1971.
Cette chanson est aussi apparue dans la bande son du film La Vie Aquatique (2004) et les acteurs attablés la chantent en chœur dans le téléfilm Nés en 68 d’Olivier Ducastel (2008). La chanson est aussi jouée dans le film quasi documentaire L'Allemagne en automne (1977) et a été récemment utilisée dans le jeu vidéo Metal Gear Solid 4: Guns of the Patriots et dans Metal Gear Solid V: Ground Zeroes.

## Reprises

### Georges Moustaki
Georges Moustaki la reprend en français sous le titre La Marche de Sacco et Vanzetti en 1971.
Tino Rossi reprend cette traduction française en 1972 dans son album Tino Rossi chante Le Parrain et les plus grands succès de films. Les Compagnons de la chanson la reprennent aussi en 1971 dans leur disque Dites-moi qui.
Mireille Mathieu l'enregistre à son tour pour son album Mireille Mathieu chante Ennio Morricone sorti en 1974. Danielle Licari la chante dans son album Romeo and Juliet - Sreen Themes Golden Prize en 1974 également. 
Il est à noter que Morricone, qui avait déjà réorchestré une version italienne de Milord pour Isabella Fedeli en 1960, semble avoir voulu rendre hommage à Moustaki en enregistrant une nouvelle version de la chanson en 1974 avec des chœurs qui entonnent le texte français.

### Metal Gear Solid
En 2008, la bande originale du jeu vidéo Metal Gear Solid 4 sur PS3 intègre une version de Here's To You arrangée par Harry Gregson-Williams et sert alors de générique de fin. Puis la version d'origine est reprise en 2014 dans Metal Gear Solid V: Ground Zeroes, où elle est entendue dans l'introduction et dans le générique de fin (le joueur peut aussi l'écouter à tout moment après avoir trouvé une cassette audio spéciale durant le jeu).

### Daliah Lavi
La chanteuse israélienne Daliah Lavi en donne une version chantée en anglais, français et allemand.

### Nana Mouskouri
En 1997 Nana Mouskouri en donne une interprétation personnelle qui débute de façon très classique, puis se teinte de blues, intercale deux fois la version de Georges Moustaki en français pour finir en anglais.

### Autres versions
La version anglaise fut également reprise par Amii Stewart dans l'album Pearls - Amii Stewart sings Ennio Morricone en 1990 et Hayley Westenra dans l'album Paradiso en 2011. 
La version allemande Geh' mit Gott (sur des paroles de Fred Jay) sera enregistrée par Renate Kern en 1971 et Agnetha (issue du groupe ABBA) en 1972. Normahl aussi sous le titre Sacco und Vanzetti.
Gianni Morandi enregistre en 1971 Ho visto un film, une adaptation en italien, sur des paroles de Franco Migliacci et Ruggero Miti.
Ennio Morricone lui-même dirige la chanson pour la première fois en concert le 11 septembre 2004 aux Arènes de Vérone. Depuis, il la joue régulièrement lors de ses concerts dans le monde entier.
En janvier 2011, pendant la Révolution du Jasmin, la chanteuse tunisienne Emel Mathlouthi interprète Here’s to You en arabe. 
Mais bien d'autres artistes encore ont repris ce titre : Raymond Lefebvre, Mario Cavallero, Geoff Love, Jens Thomas, Richard Clayderman, Massimo Farao Trio, Curro Savoy, The McClymonts etc.